# Willem van de Velde der Ältere

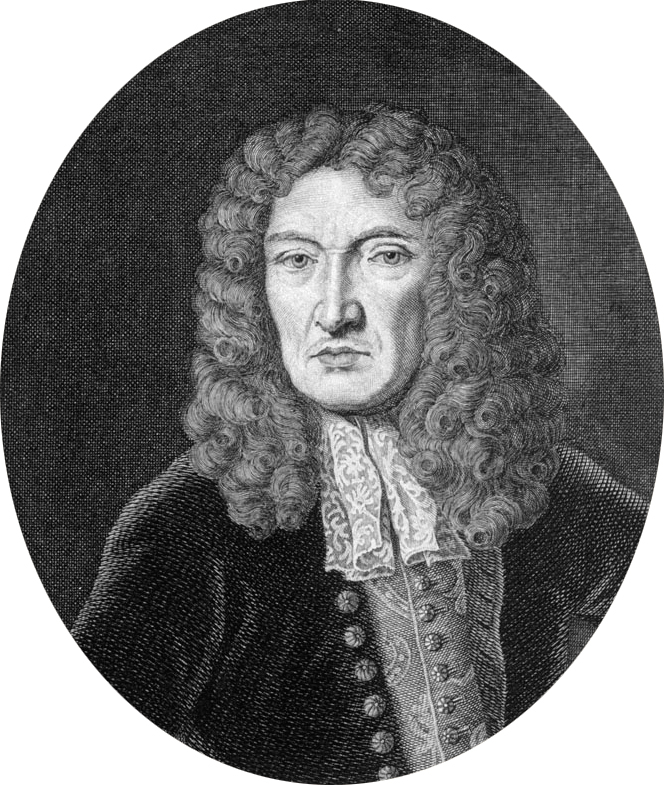
Willem van de Velde der Ältere (Gerard Sibelius, nach Godfrey Kneller)

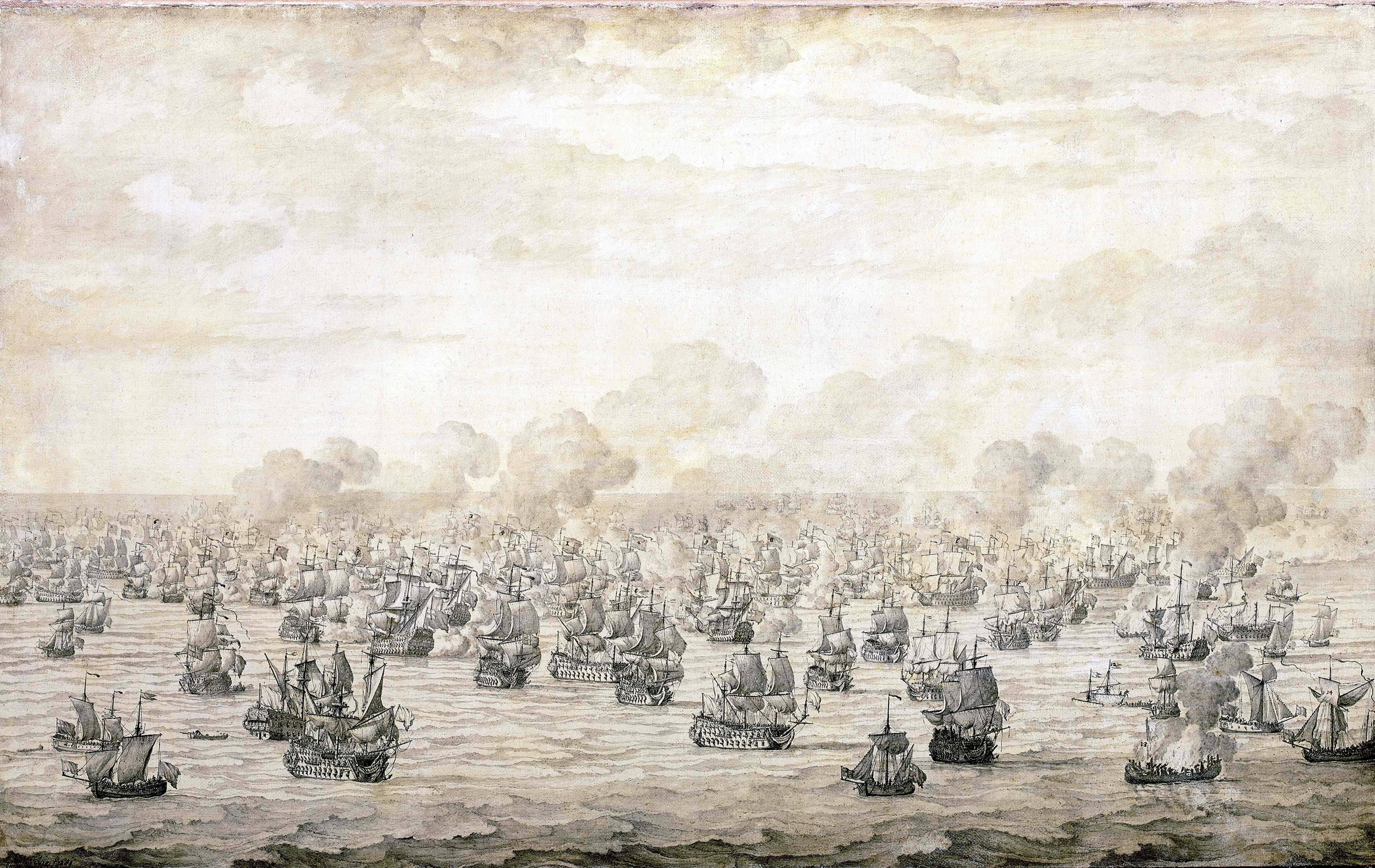
Die Schlacht von Schooneveld (1674)

Willem van de Velde der Ältere (* um 1611 in Leiden, Vereinigte Provinzen der Niederlande; † 16. Dezember 1693 in Greenwich) war ein holländischer Maler.

## Wirken
Der Künstler gehörte der Malerdynastie van de Velde an, die zahlreiche Künstler hervorbrachte. Sein Bruder Esaias (* um 1590/1591), sein Vetter Jan II. (1593–1641), seine Neffen Anthonie (* 1617, Sohn von Esaias) und Jan III. (* um 1620, Sohn von Jan II.) sowie seine eigenen Söhne Willem der Jüngere (* 1633) und Adriaan (getauft 1638) waren alle Maler.
In seiner Jugend fuhr Willem van de Velde der Ältere zur See, dann wandte er sich der Malerei zu, wobei er sich auf Schiffsmotive und Schlachtenszenen spezialisierte. Eine Zeit lang war er der offizielle Maler der holländischen Flotte.
Er heiratete im Jahr 1631 in Leiden Judith van Leeuven, die ihm folgende Söhne schenkte:
Willem van de Velde der Jüngere, 1633 in Leiden geboren und den zweitältesten, im Jahr 1638 in der Alten Kirche zu Amsterdam getauften Adriaen van de Velde. Beide wandten sich wie ihr Vater der Malerei zu.
Im Jahr 1672, in einer Zeit, in der die Niederlande mit England im Krieg lagen, trat Willem in die Dienste des englischen Königs Karl II. Sein älterer Sohn begleitete ihn nach England.

## Werke
Eine Reihe von „Seeschlachten“ (1665, 1668, 1669), darunter die vier Gemälde aus den Jahren von 1657 bis 1659, welche die Siege des Admiral Tromp illustrieren und aus dem Besitz dessen Familie stammen, sind im Rijksmuseum Amsterdam zu sehen.
- Die Schlacht von Terheide
- Episode aus dem zweiten englisch-holländischen Krieg: Die Schlacht von Bergen aan Zee am 12. August 1665
- Holländische Jachten am Hafen